# Eötvös-effektus
Az Eötvös-effektuson azt a jelenséget értjük, hogy a Föld egy adott pontján a gravitációs térerősség mérésekor eltérő értékeket kapunk, ha egy a felszínhez képest nyugvó, illetve egy nyugatról kelet felé, és ha egy keletről nyugat felé mozgó vonatkoztatási rendszerben mérünk. Azaz mondhatjuk, hogy a kelet felé haladó testek súlya csökken, a nyugat felé haladóké nő a nyugvó helyzethez képest. A jelenség magyarázatát Eötvös Loránd adta meg, ezért róla nevezték el.

## A hatás felfedezésének története
Az 1900-as évek elején Hecker professzor vezetésével német tudósok gravitációs méréseket végeztek az Atlanti, az Indiai és a Csendes-óceánon hajón. Eredményeiket a mérési körülményeket pontosan dokumentálva adták közre.
A mérési adatokat tanulmányozva vette észre Eötvös, hogy a hajó mozgásának iránya és a mért gravitációs térerősség értékek szisztematikus eltérései között kapcsolat van. Az értékek alacsonyabbak, illetve magasabbak voltak, ha a hajó kelet felé, illetve nyugat felé mozgott közben. Eötvös javaslatára Hecker a Fekete-tengeren megismételte a méréseket, és azok feldolgozása után Eötvös számításai igazolódtak.
Bár ezekről a számításokról és a forgásból származó súlyváltozás mérésére alkalmas - általa tervezett és megvalósított - eszközről több nemzetközi tudományos ülésen is beszámolt, az írásbeli közlésre csak 1919-ben került sor. A német nyelvű közleményt 1919. március 31-i keltezéssel már súlyos betegen küldte el az Annalen der Physik-be. Mivel Eötvös Loránd 1919. április 8-án meghalt, a publikáció korrekcióját munkatársai végezték el és a munka végül az év végén jelent meg. A közlemény magyar nyelvű megjelentetése - Eötvös kérése alapján - már közvetlen munkatársának, Fekete Jenőnek köszönhető.

## A jelenség magyarázata a Földről, mint forgó vonatkoztatási rendszerből nézve

A gravitációs és a centrifugális erő iránya a Föld egy adott szélességi körén

Egy a felszínhez képest nyugvó testre ható nehézségi erő a Föld gravitációs vonzóerejének és a Föld forgásából származó centrifugális erőnek az eredője. A felszínhez képest mozgó testek esetén azonban fellép még az úgynevezett Coriolis-erő is, ami mindig merőleges a mozgás sebességének irányára, és a Föld forgásához tartozó szögsebességvektorra, így befolyásolja az adott helyen mérhető gravitációs térerősséget.
A vízszintes síkban kelet-nyugati irányban mozgó testek esetén ennek az erőnek a függőleges irányú komponense csökkenti, illetve növeli az előbbi gravitációs és centrifugális erő eredőjéből származó térerősséget. Mivel a Föld nyugatról kelet felé forog, a keletről nyugat felé mozgás közben nagyobb, nyugatról kelet felé mozgás közben kisebb gravitációs térerősséget mérünk, mint nyugvó esetben.
A súly csökkenésének illetve növekedésének a mértéke nagyon kicsiny. A ψ földrajzi szélességen kelet felé haladó test súlyának csökkenése:
{\displaystyle \Delta \ G=F_{Co}=2mv\omega \cos \psi \ }, ahol m a test tömege, {\displaystyle v} a sebessége, az {\displaystyle \omega } pedig a Föld forgásából származó szögsebesség.
A test relatív súlyváltozása tehát: {\displaystyle {\frac {\Delta \ G}{G}}={\frac {2v\omega \cos \psi }{g}}}.
Ez a súlyváltozás az Egyenlítőn még 100 km/h sebesség esetén is csak 0,04%. Egy futó ember esetén nagyjából 0,1 N.

## Az Eötvös-mérleg
Eötvös Loránd a nagyon kicsiny változást eredményező hatás kimutatására 1915-ben egy egyenletesen forgatható, rendkívül érzékeny mérleget készített. Az eredeti eszköz képe az Eötvös életét és munkásságát bemutató múzeum honlapján megtalálható:
A tűcsapágyakra támaszkodó mérleg két karján azonos súlyú testek vannak. Egy körbefordulás alatt a forgó mérleg karjának végén lévő testek kétszer kerülnek olyan helyzetbe, hogy keleti, illetve nyugati irányba mozognak. A nagyon kicsiny súlyváltozás miatt keletkező kicsi forgatónyomaték kissé kibillenti a korábban jól kiegyensúlyozott mérleg karját. Ez azonban csak akkor észlelhető, ha a motor fordulatszámának változtatásával a forgás frekvenciáját hangolva megtaláljuk a rezonancia frekvenciát, ekkor a mérlegkar elmozdulása felerősíthető, és egy a mérleghez rögzített tükörről visszavert fénysugárral megjeleníthető.

## A gravitációs térerősségre ma is használt összefüggés
A geodéziai szakirodalomban ma is az Eötvös által meghatározott összefüggést használják a mért gravitációs térerősség Földhöz viszonyított sebességgel való korrekciójára. Az eredeti cikkben használt jelölésekkel a centrifugális és a Coriolis-erőből származó súlyváltozás, tehát a mérés helyén ezen erők összegének függőleges komponense a következőképpen adható meg.
{\displaystyle F=m\Omega ^{2}R\cos \phi +2m\Omega {\frac {dy}{dt}}.} ahol
{\displaystyle \Omega }: a Föld forgásához tartozó szögsebesség
{\displaystyle R}: a Föld sugara
{\displaystyle \phi }: a mérés helyén a szélességi fok
{\displaystyle {\frac {dy}{dt}}}: a test sebessége egy a Földhöz rögzített koordináta-rendszerben, melynek tengelyei rendre az északi, keleti, függőlegesen lefelé mutató irányúak.

## További információ
- http://www.jstor.org/stable/199042?seq=1
- http://www.termeszetvilaga.hu/szamok/kulonszamok/k0601/mesko.pdf